# Slovenski Primorec (tednik)
Slovenski Primorec je bil tednik slovenskih kristjanov na Primorskem.
List je v letih 1945-1948 kot tednik vsako sredo izhajal v Gorici. V programu so zapisali, da bo Slovenski Primorec deloval na vseh področjih, na katera katoličan sme in mora poseči, da ne bo glasilo  nobene politične stranke in da hoče vzgajati v krščanskem duhu. Kot značilen novičarski list je prinašal novice iz življenja Cerkve ter primorskega podeželja, posebno iz krajev, ki so bili tedaj pod zavetniško vojaško upravo. Njegov prvi urednik je bil goriški rimskokatoliški duhovnik, kanonik in prosvetni delavec Alojz Novak, ko pa so temu italijanske oblasti odvzele državljanstvo, ker ni hotel priznati italijanščine za svoj sporazumevalni jezik, je od 21. številke 2. letnika (1946) list vodil kanonik goriškega stolnega kapitlja Mirko Brumat. V listu so objavljali največkrat nepodpisani sodelavci, predvsem duhovniki, redki laiki, ki so sodelovali kot npr. Josip Bitežnik, pa so se bali represalij jugoslovanskih političnih oblasti, ki so list preganjale, ga ob vnosu v državo zaplenile, prinašalce pa tudi zapirale. Slovenski Primorec je večkrat objavljal polemike z idejno nasprotnimi glasili (Primorski dnevnik, Soški tednik). Prinašal je tudi leposlovne prispevke, izvirno poezijo ter esejistične zapise o znanih Primorcih. Njegov humoristični podlistek Urh in Žef, ki ga je pisal Brumat, je obravnaval predvsem politične razmere na Primorskem.
Slovenskega Primorca je leta 1949 nasledil Katoliški glas (1949-1996), tega pa Novi glas, ki je nastal z združitvijo Katoliškega glasa in Novega lista.